# Sam Taylor (muzikant)
Samuel L. Taylor (Lexington, 12 juli 1916 - 1990) was een Amerikaanse jazz- en r&b-muzikant (saxofoon, klarinet).

## Biografie
Taylor was afkomstig uit een muzikale familie en studeerde aan de Alabama State University, waar hij speelde in het college-orkest. Daarna was hij in de band van zijn broer Paul in Gary. In 1937/1938 speelde hij bij Scatman Crothers (1910-1986), die later meer bekend werd als acteur en van 1939 tot 1941 in het Sunset Royal Orchestra. Van 1941 tot 1943 en 1945/1946 was hij in de band van Cootie Williams, onderbroken met een jaar van 1944/1945 bij Lucky Millinder. Van 1946 tot 1952 speelde hij bij Cab Calloway, met wie hij in 1951 een Zuid-Amerikaanse tournee afwerkte en in 1952 was hij in het Caraïbisch gebied. Daarna wendde hij zich meer toe naar de r&b. In 1952 had hij een succes met de Birmingham Boogie, opgenomen met zijn Blues Chasers, een kwintet met Taft Jordan (trompet), Milt Hinton (bas), Panama Francis (drums) en Bert Keyes (piano).
In 1955/1956 leidde hij ook een eigen combo en was met deze en solo een gevraagd sideman bij plaatopnamen. Op de oorspronkelijke opname van Shake, Rattle and Roll van Big Joe Turner speelde hij de saxofoon. Hij nam veel r&b-platen op als leader en hij nam bovendien op met onder andere Louis Jordan (1956), Ray Charles (1953), Ella Fitzgerald (1953), Buddy Johnson, Sy Oliver, Quincy Jones en Lawrence Brown. Taylor leidde tijdens de jaren 1950 als opvolger van Count Basie de studioband voor de Camel Rock'n Roll Dance Party van de diskjockey Alan Freed bij CBS. Tijdens de jaren 1960 leidde hij eigen bands, waarmee hij ook opnam. In 1963 was hij op een Japanse tournee met onder anderen Dud Bascomb.
Zijn swinggeoriënteerde plaat Jazz for Commuters uit 1958 is als cd opnieuw uitgebracht. Hij speelt daarop met Charlie Shavers, Frank Rehak, Thad Jones, Georgie Auld, Budd Johnson, Hank Jones, Billy Bauer en zijn oude ritmesectie met Milt Hinton en Panama Francis.